# Quebra-mato
Quebra-mato (português brasileiro) ou mata-vacas (português europeu) ou para-choque de impulsão, é um acessório usado na dianteira do automóvel para amenizar o impacto de colisões frontais, sendo muitas vezes usado somente para estética do automóvel.

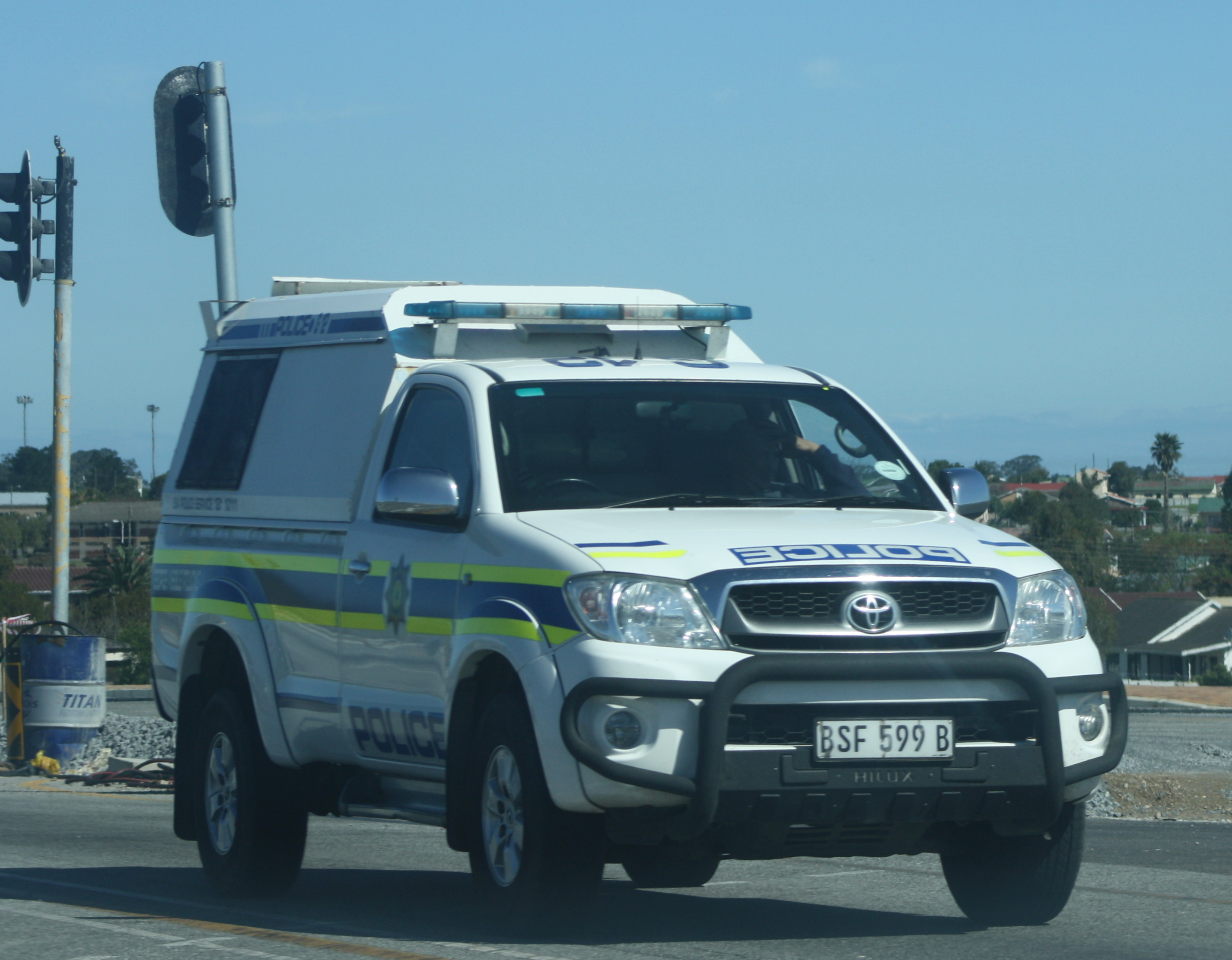
Toyota Hilux, da policia na África do Sul, com quebra-mato.

Nos primórdios o chamado "para-choque de impulsão" foi criado para "amenizar" impactos frontais (hoje isso é questionável), mas também era utilizado na frota do exercito para empurrar ou impulsionar outro veículo ou objeto que estivesse no caminho (tipo troncos, pedras ou até mesmo animais). Por este motivo este acessório acabou ganhando o apelidado de "quebra mato".
Hoje este acessório é utilizado para instalar faróis auxiliares, guincho elétrico ou manual e para transportar e utilizar o macaco hi-lift (muito usado no meio off road), mas na maioria dos casos o fim é apenas estético.